# دوريكس
دوريكس (بالإنجليزية: Durex)‏ هو اسم علامة تجارية لمجموعة من العوازل الجنسية التي تم إجراؤها بواسطة إس إس إل الدولية ومقرها المملكة المتحدة. تم بيع هذه الشركة لريكيت بينكيزر في يوليو 2010.

## روابط خارجية
- Global Company website
- UK Company website